# Lucanus confusus
Lucanus confusus es una especie de coleóptero de la familia Lucanidae.

## Distribución geográfica
Habita en Darjeeling, Sikkim, Nepal y  Bután.